# والدن بلو
والدن بلو (انگلیسی: Walden Bello؛ زادهٔ ۱۱ نوامبر ۱۹۴۵) نویسنده، جامعه‌شناس، مددکاری اجتماعی، استاد دانشگاه و سیاستمدار اهل فیلیپین است.
وی همچنین برندهٔ جوایزی همچون جایزه نوبل آلترناتیو شده‌است.